# Nizos
Nizos je v grški mitologiji sin atenskega kralja Pandiona II. in megarski kralj (Megara mu je pripadla po delitvi oblasti med brati Ajgejem, Likosom in Palantom), oče Skile.
Bil je poročen z Abroto, sestro Megareja (Kreonovega sina) in ko je umrla je Nizos ukazal ženskam nositi oblačila, kot jih je imela Abrota. Njegova hči Eurinoma je imela s Pozejdonom sina, slavnega Belerofonta. Njegova druga hči Ifinoja je bila poročena Megarejem. Tretja hči Skila je bila odgovorna za Nizosovo smrt.
Nizos je bil nepremagljiv, dokler je imel pramen rdečih las med ostalimi belimi lasmi. Kretski kralj Minos ga je napadel, a ga ni mogel premagati. Skila se je zaljubila v Minosa in v znak ljubezni odrezala očetov čudežni pramen in s tem izdala domovino. Nizos je umrl in Minos je zavzel Megaro.
Minos je bil zgrožen nad Skilinim dejanjem, ta pa se je iz obupa vrgla v morje. Bogovi so Skilo spremenili v čapljo, Nizosa pa v morskega orla, ki jo od tedaj nenehno preganja.
Podoben motiv se najde v zgodbi o Samsonu iz Stare zaveze (Sod 16,4-22).